# Hamilton-Frosch
Der Hamilton-Frosch (Leiopelma hamiltoni) ist ein Froschlurch aus der Gattung Leiopelma. Er gehört zu den vier rezenten Arten der urtümlichen Familie der Neuseeländischen Urfrösche (Leiopelmatidae). Benannt ist er nach Harold Hamilton, der ihn zuerst sammelte. Die IUCN stuft die Art als „endangered“ (stark gefährdet) ein.

## Beschreibung

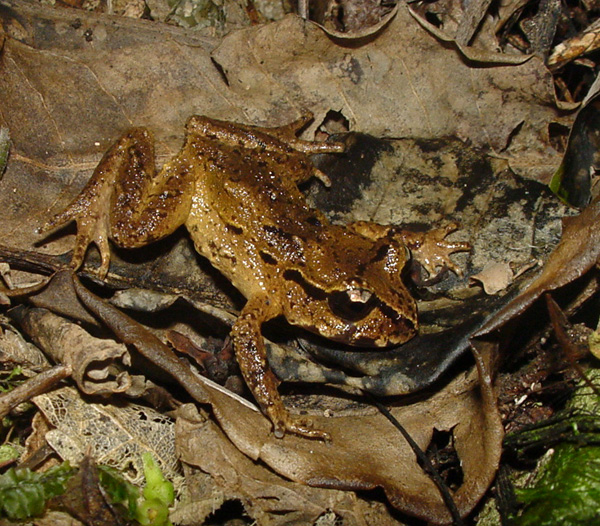
Leiopelma hamiltoni

Der Hamilton-Frosch ist eine kleine Art, bei der die Männchen eine Länge von 43 mm und die Weibchen eine Länge von 49 mm erreichen. Er ist allgemein dunkelbraun gefärbt mit grünen und hellbraunen Flecken. Die Augen sind rund, die Pupillen sind ungeschlitzt und es gibt kein äußerliches Trommelfell. Er besitzt keine Schwimmhäute und auch keinen Schwanz, sondern atavistische Muskeln, die ursprünglich zur Bewegung eines Schwanzes gedient haben.

## Vorkommen
Der Hamilton-Frosch kommt nur an zwei kleinen Stellen auf der säugetierfreien Insel Stephens Island (Neuseeland) im Bereich der Marlborough Sounds im Norden der Südinsel von Neuseeland vor.

## Lebensweise
Der Hamilton-Frosch durchläuft kein Kaulquappen-Stadium, sondern entwickelt sich stattdessen komplett innerhalb einer gallertartigen Eihülle. Deshalb benötigt er weder stehende noch fließende Gewässer zur Reproduktion. Der Hamilton-Frosch legt seine Eier unter morschem Holz oder Geröll ab und das Männchen trägt die Jungfrösche nach dem Schlüpfen huckepack zum nächsten Gewässer. Hamilton-Frösche sind sehr von einer feuchten Umgebung abhängig. Sie trocknen aus und sterben, wenn man sie an einem trockenen Ort aussetzt. Abgesehen von ihrer Seltenheit sind die Frösche schwer auszumachen, weil sie gut getarnt sind. Sie haben eine nächtliche Lebensweise und quaken nicht.

## Gefährdung und Umsiedlung
Aufgrund seines eingeschränkten Verbreitungsgebietes zählt der Hamilton-Frosch zu den seltensten Fröschen der Welt. Während des Zweiten Weltkrieges blieb eine fünfjährige Suche nach diesem Frosch ergebnislos und erst 1964 gelang den deutschen Tierfilmern Eugen Schuhmacher und Helmuth Barth die insgesamt sechzehnte Sichtung dieser Frösche und die weltweit ersten Filmaufnahmen, die 1967 im Kinofilm Die letzten Paradiese zu sehen waren. Bis 1992 war der Hamilton-Frosch auf ein 600 m² kleines Geröllfeld in einem stark veränderten Lebensraum auf der Insel Stephens Island beschränkt. Wegen des Verlustes der Vegetationsdecke war der Lebensraum starken klimatischen Veränderungen ausgesetzt. Des Weiteren hatten in der Vergangenheit Ratten die Population stark dezimiert. Um den Bestand von ungefähr 300 Individuen zu erhöhen, wurde zwischen Juli und Oktober 1991 in einem nahe gelegenen Waldrest, 40 Meter vom Ursprungsort entfernt, durch das Ausheben von Gruben und das Aufschütten mit Geröll ein neuer Lebensraum geschaffen. Ein raubtiersicherer Zaun wurde errichtet, der auch den größten natürlichen Feind des Hamilton-Froschs, die Tuatara, fernhalten soll. In das Gebiet wurden wirbellose Beutetiere ausgesetzt. Zwölf erwachsene Frösche wurden im Mai 1992 in dieses Gebiet umgesiedelt. Im Zeitraum 2004 bis 2006 wurden 80 Hamilton-Frösche auf der Insel Nukuwaiata ausgewildert und 2008 wurden dort die ersten Babyfrösche entdeckt.